# Cylindrophasia lateralis
Cylindrophasia lateralis är en tvåvingeart som först beskrevs av Walker 1849.  Cylindrophasia lateralis ingår i släktet Cylindrophasia och familjen parasitflugor. Inga underarter finns listade i Catalogue of Life.